# 2016年北印度洋氣旋季
2016年北印度洋氣旋季泛指在2016年全年內的任何時間，於北印度洋水域所產生的熱帶氣旋。雖然有關方面並沒有設下本颱風季的指定期限，但大部份北印度洋的熱帶氣旋通常都會於四月至十二月期間形成。
本條目的範圍僅侷限於北印度洋水域。在北印度洋產生的氣旋風暴是由隶属于印度地球科学部的印度氣象局新德里氣旋中心命名，而在該地區的熱帶低氣壓的編號都以 A/B 字母作結。
在香港天文台的天氣圖上也包括東北印度洋地區，若有熱帶氣旋形成，則採用世界氣象組織級別法，最高強度都稱之為「超強颱風」，所有風暴都是無命名的。
（以下各氣旋風暴資訊以氣旋風暴存在期間的最強形態為名稱。）

## 熱帶氣旋
自2016年北印度洋氣旋季開始以來，本氣旋季總共產生了以下熱帶氣旋。

### 氣旋風暴納達（Nada）
位於孟加拉灣東南部的低氣壓BOB 05於11月30日清晨增強為強低氣壓，並在同日正午增強為氣旋風暴, 並同時被命名為納達（Nada）。
12月1日, 氣旋風暴納達受低海水溫度及風切變增強影響，轉趨減弱。06:00UTC，納達減弱為強低氣壓。18:00UTC. 納達減弱為低氣壓。
2日大約印度時間凌晨4時，低氣壓納達在印度東南部登陸。03:00UTC， 納達減弱為低壓區。
3日正午，納達的殘餘離開印度陸上，進入阿拉伯海。4日，其殘餘繼續減弱消散。

### 特強氣旋風暴瓦達（Vardah）
6日下午09:00UTC，一個低壓區在孟加拉灣東南部增強為低氣壓，印度氣象局將其編號為BOB 06。
7日12:00UTC，聯合颱風警報中心將其升格為熱帶風暴，並編號為05B。同日18:00UTC，印度氣象局將BOB 06升格為強低氣壓。
8日00:00UTC，印度氣象局將BOB 06升格為氣旋風暴，並命名瓦達（Vardah）。
9日18:00UTC，印度氣象局將瓦達升格為強烈氣旋風暴。
10日12:00UTC，印度氣象局將瓦達升格為特強氣旋風暴。
11日清晨00:00UTC，瓦達的強度達到頂峰，中心風力為每小時130公里。
12日下午，瓦達在印度清奈市登陸，並同時減弱為強烈氣旋風暴。同日晚上15:00UTC，瓦達減弱為氣旋風暴。18:00UTC，瓦達減弱為強低氣壓。
13日清晨00:00UTC，瓦達減弱為低氣壓。同日03:00UTC，瓦達減弱為低壓區。

## 其他熱帶氣旋
除了被印度氣象部門命名的熱帶氣旋外，還有一些沒被命名的低氣壓和被聯合颱風警報中心認為是氣旋風暴的熱帶氣旋。以下列出那些熱帶氣旋的資料。

### 低氣壓ARB 02
瓦達在進入阿拉伯海後，受惠於良好的大氣環境，得以重新增強。17日上午03:00UTC，瓦達的殘餘重新增強為低氣壓，印度氣象局將其編號為ARB 02。
18日下午09:00UTC, ARB 02在阿拉伯海上再度減弱為低壓區。

## 2016年風暴名單
北印度洋的熱帶氣旋自2004年起採用命名系統，命名工作由印度氣象局負責，名字是根據以下名單而定，不按年度劃分。風暴名字是由8個國家各自提交8個名稱，並以該國英文名稱按字母順序排列。之前使用過的與本年未用名稱以灰色表示，黑體字表示該年已經使用過，橙色表示下個氣旋名稱
| 提供國家 | 名稱    | 名稱     | 名稱    | 名稱    |
| 提供國家 | 第1組   | 第2組    | 第3組   | 第4組   |
| -------- | ------- | -------- | ------- | ------- |
| 孟加拉國 | Onil    | Ogni     | Nisha   | Giri    |
| 印度     | Agni    | Akash    | Bijli   | Jal     |
| 馬爾代夫 | Hibaru  | Gonu     | Aila    | Keila   |
| 緬甸     | Pyarr   | Yemyin   | Phyan   | Thane   |
| 阿曼     | Baaz    | Sidr     | Ward    | Murjan  |
| 巴基斯坦 | Fanoos  | Nargis   | Laila   | Nilam   |
| 斯里蘭卡 | Mala    | Rashmi   | Bandu   | Viyaru  |
| 泰國     | Mukda   | Khai Muk | Phet    | Phailin |
| 提供國家 | 名稱    | 名稱     | 名稱    | 名稱    |
| 提供國家 | 第5組   | 第6組    | 第7組   | 第8組   |
| 孟加拉國 | Helen   | Chapala  | Ockhi   | Fani    |
| 印度     | Lehar   | Megh     | Sagar   | Vayu    |
| 馬爾代夫 | Madi    | Roanu    | Mekunu  | Hikaa   |
| 緬甸     | Nanauk  | Kyant    | Daye    | Kyarr   |
| 阿曼     | Hudhud  | Nada     | Luban   | Maha    |
| 巴基斯坦 | Nilofar | Vardah   | Titli   | Bulbul  |
| 斯里蘭卡 | Ashobaa | Maarutha | Gaja    | Pawan   |
| 泰國     | Komen   | Mora     | Phethai | Amphan  |

## 外部連結
- 印度氣象局（页面存档备份，存于）
- 聯合颱風警報中心（页面存档备份，存于）